# El Rey de Amarillo (obra ficticia)
El Rey de Amarillo es una obra de teatro ficticia mencionada en númerosas ocasiones en el libro de cuentos El Rey de Amarillo de Robert William Chambers. Es descrito como un libro maldito que arrastra a la locura a quien lo lee, si bien la mayor parte de su contenido nunca se explicita.
El Rey de Amarillo tuvo gran influencia en escritores posteriores y en la cultura popular, y por ello la obra imaginaria aparece recurrentemente en la literatura fantástica y terror, formando parte, por ejemplo, de la literatura ocultista imaginaria mencionada en las obras de H. P. Lovecraft.

## Menciones en los cuentos de Chambers
El libro está presente en los primeros cuatro relatos: El reparador de reputaciones, La máscara, En la corte del dragón y El signo amarillo. En el resto de historias del libro no se menciona El Rey de Amarillo.

En El reparador de reputaciones es el propio protagonista quien compra el libro y por propia voluntad lo lee:
Durante mi enfermedad compré y leí por primera vez El Rey de Amarillo. Recuerdo que después de terminar el primer acto me pareció que sería mejor que parase. En un impulso lancé el libro a la chimenea; el volumen chocó contra la pequeña verja y aterrizó delante del fuego, abierto. Si no hubiera vislumbrado las primeras palabras del segundo acto, nunca lo habría terminado, pero cuando me agaché para recogerlo, mis ojos se clavaron en la página abierta y con un grito de terror, o tal vez de una emoción tan desgarradora que me atravesó el cuerpo, se lo arrebaté a las brasas y me deslicé temblando hasta mi dormitorio, donde la leí y releí, y lloré y reí y temblé con un horror que a veces me asalta todavía.
En La máscara lo encuentra por casualidad
Escogí un libro al azar y me senté a leer en el estudio. Ah! Había encontrado El Rey de Amarillo. Después de un instante que pareció una eternidad, lo fui a dejar a un lado con un escalofrío, cuando Boris y Jack volvieron con el conejo de mármol.
No se nos dice como cae en el poder del protagonista de En la corte del dragón, solo que lo ha leído:
Estaba exhausto después de tres noches de sufrimiento físico y mental: la última había sido la peor, y fui a mi iglesia favorita buscando recuperarme de mi agotamiento físico y entumecimiento mental. Había estado leyendo El Rey de Amarillo.
Finalmente, el libro aparece en la habitación del protagonista de El signo amarillo:
Me estaba volviendo para entrar en el salón cuando mi mirada descubrió por casualidad un libro encuadernado en piel de serpiente en la esquina de la balda superior de la última estantería. No lo recordaba y desde el suelo no podía descifrar las pálidas letras del lomo, así que fui al salón fumador y llamé a Tessie. Vino desde el estudio y subió a coger el libro.
—¿Qué es?
—El Rey de Amarillo.

Me quedé perplejo. ¿Quién lo había puesto ahí? ¿Cómo había llegado a mi habitación? Hacía tiempo que yo había decidido que jamás leería ese libro, y nada me hubiera podido convencer de que lo comprase.

## Contenido de la obra
Chambers ofrece únicamente dos citas literales del teatro en El Rey de Amarillo. La primera es aquella con la que abre el libro, el Canto de Cassilda, y se indica que pertenece al Acto I, Escena 2:
Rompen las olas neblinosas a lo largo de la costa,
Los soles gemelos se hunden tras el lago,
Se prolongan las sombras
En Carcosa.
Extraña es la noche en que surgen estrellas negras,
Y extrañas lunas giran por los cielos,
Pero más extraña todavía es la
Perdida Carcosa.
Los cantos que cantarán las Híades
Donde flamean los andrajos del Rey,
Deben morir inaudibles en la
Penumbrosa Carcosa.
Canto de mi alma, se me ha muerto la voz,
Muere, sin ser cantada, como las lágrimas no derramadas
Se secan y mueren en la

Perdida Carcosa.
El segundo fragmento aparece al principio de la historia La máscara. También pertenece al Acto I, Escena 2:
Camilla: Usted, caballero, debería quitarse la máscara.
Extraño: ¿Es eso así?
Cassilda: Ciertamente, ya es hora. Todos nos hemos desprendido de nuestros disfraces salvo usted.
Stranger: He venido sin máscara.

Camilla: (Aterrorizada, aparte a Cassilda) ¿Sin máscara? ¡Sin máscara!
Además de estos pasajes, el escritor habla del contenido del teatro, siempre con un tono que entremezcla el júbilo, la histeria, y el terror de los personajes que se adentran en su lectura. En El reparador de reputaciones el narrador da esta impresión de la obra:
Esto es lo que me perturba, porque no puedo olvidarme de Carcosa donde estrellas negras lucen en los cielos; donde las sombras de los pensamientos de los hombres se alargan en la tarde, cuando los soles gemelos se hunden en el lago de Hali; y mi memoria cargará para siempre con el recuerdo de la Máscara Pálida. Ruego a Dios que maldiga al escritor, como el escritor maldijo al mundo con esta su hermosa, estupenda creación, terrible en su simplicidad, irresistible en su verdad: un mundo que ahora tiembla ante el Rey de Amarillo.
Se la presenta como una obra escrita de forma extraordinariamente bella, por ejemplo, en este fragmento de El signo amarillo:
Habíamos estado hablando durante algún tiempo en un tono aburrido y monótono cuando me di cuenta de que estábamos discutiendo sobre El Rey de Amarillo. ¡Oh, el pecado de escribir tales palabras, palabras que son claras como el cristal, límpidas y musicales como manantiales burbujeantes, palabras que centellean y brillan como los diamantes envenenados de los Médicis! ¡Oh, la maldad, la condenación sin esperanza de un alma que podría fascinar y paralizar a las criaturas humanas con tales palabras, palabras comprendidas por el ignorante y el sabio por igual, palabras que son más preciosas que las joyas, más relajantes que la música, más terribles que la muerte!